# Henri Christophe
Henri Christophe född 6 oktober 1767, Grenada, död 8 oktober 1820, Milot, Haiti, var provisorisk chef för regeringen (17 oktober 1806–17 februari 1807), nord-haitisk president (17 februari 1807–28 mars) 1811 samt kung av Haiti, (28 mars 1811–8 oktober 1820).
Henri Christophe föddes som slav i den brittiska kolonin Grenada men såldes tidigt till en fransk kolonisatör i det som idag är Haiti. Efter att ha betalat för sin frihet engagerade han sig militärt för slavarnas rättigheter och stred bland annat på rebellernas sida i det amerikanska frihetskriget.
Efter återkomsten till Haiti blev Henri Christophe en av de mest lysande generalerna i den haitiska slavarmé som under Toussaint L'Ouverture besegrade Napoleon I:s styrkor i den franska kolonin. 
År 1806, två år efter Haitis självständighet, organiserade han tillsammans med Alexandre Pétion en statskupp som skulle dela Haiti i en sydlig del, där Pétion blev president, och en nordlig där Christophe blev president och från och med 1811 som kung Henri I. Som regent gjorde sig Henri Christophe fort känd som hänsynslös och maktfullkomlig. Han lät bygga enorma försvarsverk, som t.ex. det berömda Citadellet utanför Cap Haitien, och storslagna slott som Sans Souci efter tysk modell. 
1820 hade kungens impopularitet gjort det omöjligt for honom att hävda sin position och hellre än att möta ett uppror valde Christophe att ta livet av sig. Det sägs att han sköt sig med en silverkula i hjärtat.